# Rémy Cabella
Rémy Cabella (Ajaccio, 8 de março de 1990) é um futebolista francês que atua como meia. Atualmente joga no Olympiacos.

## Carreira
Integrou o Montpellier desde as categorias de base, onde foi campeão da Coupe Gambardella na temporada 2009. Objetivando mais tempo de jogo, em 2010-11 foi cedido por empréstimo ao Arles Avignon da Segunda Divisão Francesa (Ligue 2).
Em 13 de julho de 2014 assinou contrato com o Newcastle United por seis temporadas.
Foi emprestado ao Olympique de Marseille na temporada 2015-16 com opção de compra ao final do empréstimo. Ao final da temporada, foi comprado definitivamente pelo Olympique de Marseille, assinando um contrato até 2021 por um valor estimado de € 8.000.000,00.

## Seleção francesa
Estreou pela Seleção Francesa principal em 27 de maio de 2014 ante ao Noruega. Fez parte da lista de reservas para a Copa do Mundo FIFA de 2014. A dez dias da estreia da Seleção na competição, é chamado para integrar-se ao elenco oficial devido aos cortes de Clément Grenier e Franck Ribéry.

## Títulos
Montpellier
- Campeonato Francês: 2011-12